# محمود باك نيت
محمود باك نيت هو ممثل وفنان إيراني. من مواليد العام 1952 متزوج من الفنانة الإيرانية مهوش صبر كن
بدأ حياته الفنية من المسرح حيث كانت أول مسرحياته في العام 1969 م، وبلغ عدد المسرحيات التي شارك فيها كممثل 52 مسرحية حتى الآن، في العام 1973 م عُين باك نيت مديراً عاماً للشؤون الثقافية والفنية، وبدأ مشواره الفني في السينما والتلفزيون في العام 1988 م، وأبرز الأدوار التي قام بها وزادت من رصيده الفني لدى الجمهور هو دوره في مسلسل يوسف الصديق حيث أدى دور نبي الله يعقوب.

## روابط خارجية
- محمود باك نيت على موقع IMDb (الإنجليزية)
- محمود باك نيت على موقع قاعدة بيانات الفيلم (الإنجليزية)